# المئذنة البيضاء
المئذنة البيضاء رواية عربية للروائي السوري يعرب العيسى. صدرت لأوّل مرة عن منشورات المتوسط عام 2021، ودخلت في القائمة الطويلة للجائزة العالمية للرواية العربية لعام 2022، المعروفة باسم «جائزة بوكر العربية».

## لمحة عن الرواية
بدأ الكاتب السوري يعرب العيسى كتابة رواية المئذنة البيضاء في شهر مارس (آذار) عام 2020 أثناء فترة الحجر المنزلي التي تزامنت مع جائحة كوفيد-19 عندما اضطر إلى البقاء في المنزل وعدم الخروج، وهو ما مكنه من الجلوس أمام شاشة الحاسوب لساعات طويلة والانخراط في الكتابة، وفي غضون أقل من خمسة أشهر كان قد استطاع الانتهاء من كتابة الرواية. تستند الرواية إلى أسطورة دمشقية قديمة تقول بأن المسيح سيعود إلى الأرض في آخر الزمان ويدخل من الباب الضيق الواقع في الجانب الشرقي من دمشق بجانب المئذنة البيضاء لكي يملأ الأرض عدلا. قسمت الرواية إلى قسمين، تدور أحداث أحدهما في دمشق، على حين تدور أحداث القسم الآخر في العاصمة اللبنانية بيروت، وتتبع الرواية رحلة الشاب غريب الحصو الذي يتخلى عنه والده ويطرده من المنزل فيتحول من طالب للفلسفة بجامعة دمشق إلى شخص فاسد منحل يُطلق على نفسه اسم مايك الشرقي، ويدير شبكة لغسيل الأموال والإتجار في الرقيق الأبيض. ويخوض القارئ مع بطل الرواية رحلة يستكشف فيها العالم السفلي لدمشق، والملئ بالرذائل والقذارات.
صدرت رواية المئذنة البيضاء لأوّل مرة عن دار منشورات المتوسط بمدينة ميلانو الإيطالية في عام 2021، ثم صدرت للمرة الثانية عن دار نينوى بدمشق.

## شخصيات الرواية
- فايز الحكواتي: راوي القصة
- غريب الحصو / مايك الشرقي
- نظير الحصو: والد غريب
- فضة الجاروش: والدة غريب
- الشيخ قسام الزهراني: قواد

## الاستقبال
لاقت رواية المئذنة البيضاء عند صدورها الكثير من النجاح والقبول في الأوساط الثقافية، وحظيت بتقييمات إيجابية دفعت المسؤولين عن دار منشورات المتوسط إلى ترشيح الرواية لجائزة البوكر العربية في دورتها لعام 2022، ومن بين 122 رواية مُرشحة، أختيرت المئذنة البيضاء مع 15 رواية أخرى ضمن القائمة الطويلة المرشحة للفوز بالجائزة.